# Alfred McClung Lee
Alfred McClung Lee (Oakmont, 23 de agosto de 1906-Madison, 19 de mayo de 1992) fue un sociólogo estadounidense cuya investigación incluyó estudios sobre el periodismo, la propaganda y las relaciones raciales estadounidenses.

## Biografía
Nació en Oakmont, Pensilvania, en 1906.  Obtuvo una licenciatura (1927) y una maestría (1931) en la Universidad de Pittsburgh y un doctorado en la Universidad Yale (1933).
Su primer libro fue The Daily Newspaper in America, The Evolution of a Social Instrument en 1937, que examinó el desarrollo y la influencia de los periódicos estadounidenses. Como parte de su trabajo con el Instituto de Análisis de Propaganda, escribió, junto a su esposa, The Fine Art of Propaganda (1939), que examinaba los discursos de Charles Coughlin.
Entre sus nombramientos académicos, se desempeñó como presidente de los departamentos de Sociología y Antropología de la Universidad Wayne de 1942 a 1947, y como presidente del departamento de Sociología y Antropología del Brooklyn College de 1951 a 1957. En 1976, cofundó la Asociación de Sociología Humanista con su esposa, Elizabeth Briant Lee. También se desempeñó como presidente de la Asociación Estadounidense de Sociología (1976-1977), que se dice que fue instalada por una movilización de sociólogos de izquierda. En 1973 fue uno de los firmantes del Manifiesto Humanista II.
Falleció a causa de una insuficiencia cardíaca congestiva en su casa de Madison, Nueva Jersey, el 19 de mayo de 1992.